# Bremnes (Hordaland)
Pour les articles homonymes, voir Bremnes.
Bremnes est une ancienne commune du Comté d'Hordaland en Norvège, elle fait aujourd'hui partie de la commune de Bømlo. 
La commune de Bremnes avait résulté de la division de la ville de Finnås le 1er juillet 1916, qui avait donné trois municipalités: Moster, Bømlo et Bremnes. À cette époque, Bremnes compte 3 411 âmes. Le 1er janvier 1963, les trois municipalités fusionnent, et forment désormais la ville de Bømlo. À ce moment, la population de Bremnes s'élève à 4 829 habitants. 
La ville de Bremnes est connue pour avoir été le lieu d'études d'un anthropologue britannique, John A. Barnes (1918-2010), qui, en 1954 a écrit l'article « Classes sociales et réseaux dans une île de Norvège » où il aborde pour la première fois la notion de "réseau social" au sens où on l'entendra plus tard, au moment de l'émergence des réseaux sociaux numériques .